# سيرهي دافيدوف
سيرهي دافيدوف (بالأوكرانية: Давидов Сергій Вікторович)‏ هو لاعب كرة قدم أوكراني في مركز الهجوم، ولد في 16 ديسمبر 1984 في إسخار في أوكرانيا. لعب مع نادي أوليكساندريا ونادي فولين لوتسك ونادي ميتاليست خاركيف.

## وصلات خارجية
- سيرهي دافيدوف على موقع اتحاد أوكرانيا (الإنجليزية)
- سيرهي دافيدوف على موقع قاعدة بيانات كرة القدم.إي يو (الإنجليزية)
- سيرهي دافيدوف على موقع Soccerway.com (الإنجليزية)
- سيرهي دافيدوف على موقع AS.com (الإسبانية)